# Pusher III
Pusher III är den tredje och sista filmen i Pusher-trilogin av Nicolas Winding Refn. Filmen följer knarkkungen Milo under 24 desperata timmar. Filmen har en 92% positivt betyg från Rotten Tomatoes. Filmen kom ut i augusti 2005.

## I rollerna
- Zlatko Burić - Milo
- Marinela Dekic - Milena, Milos dotter
- Ilyas Agac - Lille Muhammed, "kungen av Köpenhamn"
- Ramadan Huseini - Rexho, Milos yngre rival
- Levino Jensen - Mike, Milenas pojkvän. (Karaktären är även med i den första Pusher-filmen)
- Kujtim Loki - Luan, en albansk smugglare
- Linse Kessler - Jeanette, en bordellmamma
- Slavko Labović - Radovan, Milos gamle vän och tidigare torped
- Kurt Nielsen - Kusse-Kurt, en fd. hallick som just återvänt från sin landsflykt.
- Vanja Bajicic - Branko, Milos högra hand
- Zinedine Gaceb - Polis[3]

### Fotnoter
1. ↑  http://www.imdb.com/title/tt0425379/companycredits
2. ↑  http://www.rottentomatoes.com/m/pusher-3-im-the-angel-of-death/
3. ↑  http://www.imdb.com/title/tt0425379/fullcredits?ref_=tt_ov_st_sm